# Boulevard Jean-XXIII (Nantes)
Pour les articles homonymes, voir Boulevard Jean-XXIII.
Le boulevard Jean-XXIII est une artère de la ville de Nantes en France.

## Situation et accès
Cette artère, située dans le quartier Breil - Barberie, relie le rond-point de Vannes à la place Alexandre-Vincent et rencontre successivement : les rues Pierre-Abélard, Héloïse, de la Martinière et de l'Allouée.

## Origine du nom
Le boulevard est dénommé en l'honneur du pape Jean XXIII, décédé près de six mois auparavant.

## Historique
Ancienne portion de la route de Vannes, son aménagement actuel résulte des travaux de la ligne 3 du tramway mise en service en 2000 avec la station Rond-Point de Vannes située à l'extrémité sud de l'artère.
Il prend son nom actuel par délibération du conseil municipal du 16 décembre 1963.